# Selle arabe

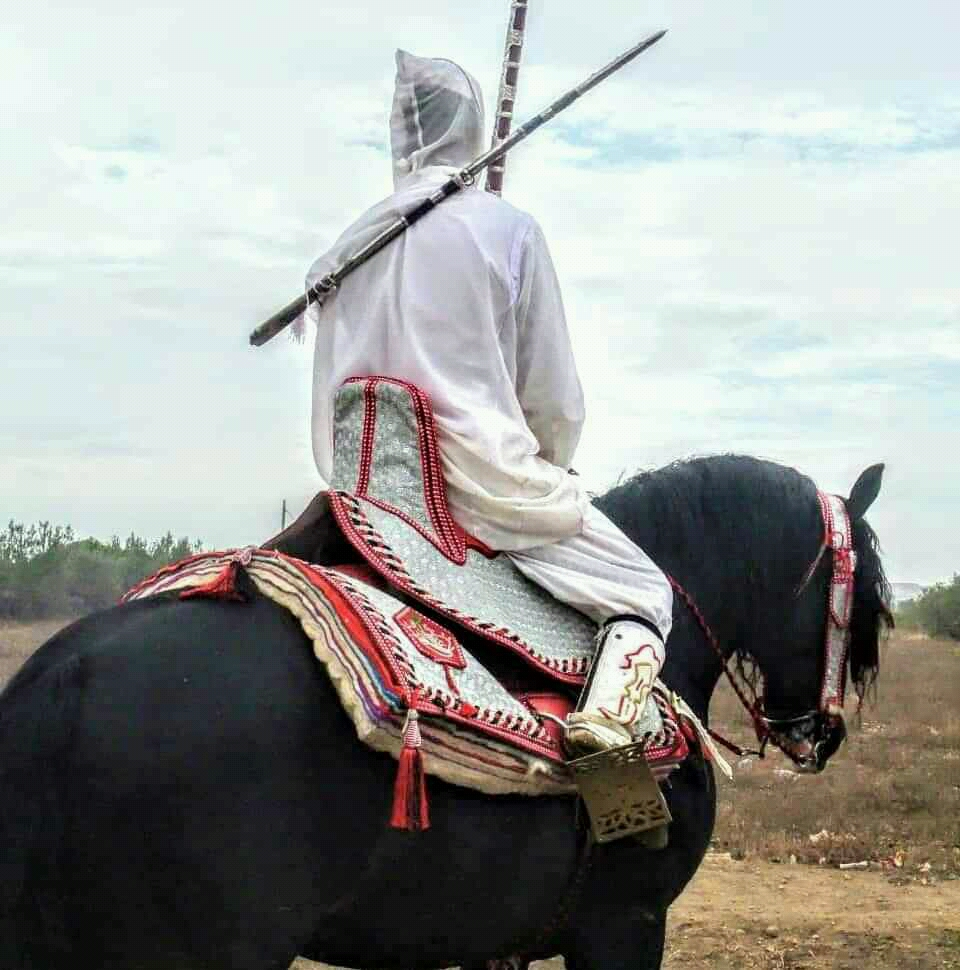
Détail sur le troussequin d'une selle arabe marocaine, lors d'une tbourida au Maroc.

La selle arabe est un type de selle pour l'équitation, caractérisée par un pommeau et un troussequin très élevés, par des étriers à plancher très large, et par des étrivières placées en arrière de la sangle. Cette selle a pour fonction de permettre un maintien aisé au galop, le cavalier pouvant rester appuyé sur ses étriers sans glisser vers l'avant ni vers l'arrière. 
La selle algérienne a généralement un pommeau et un troussequin plus élevés que la selle marocaine.

## Histoire

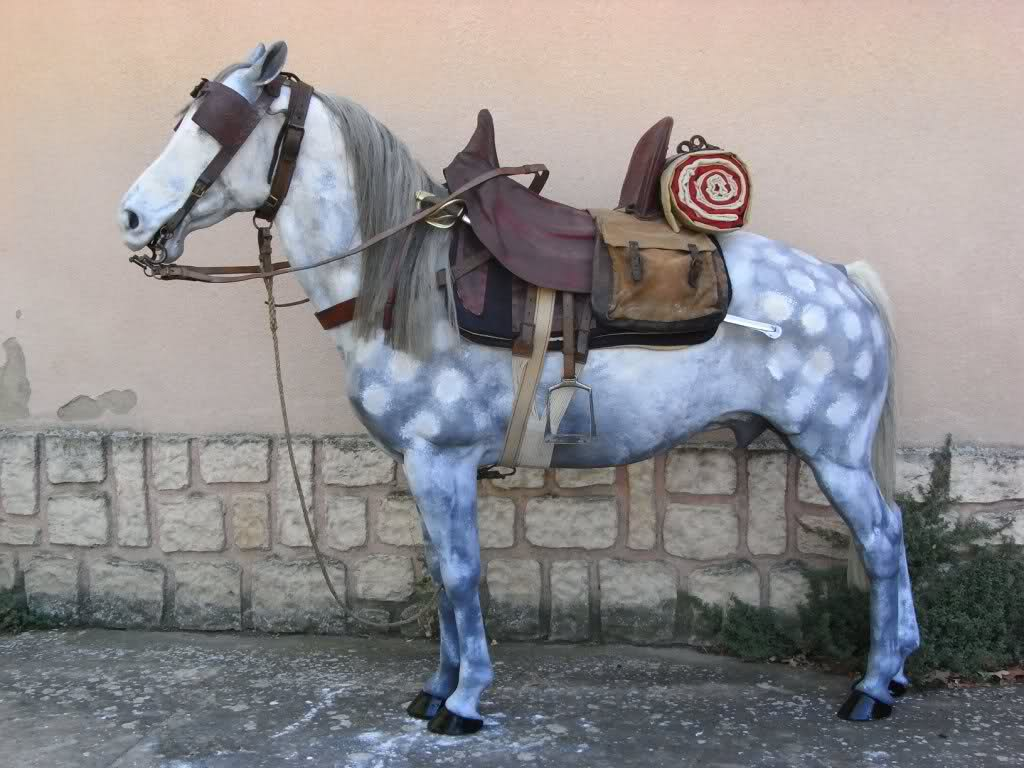
Harnachement de Spahis, avec une selle arabe.

La selle arabe est dérivée de la selle turque utilisée au XVe siècle. Elle s'en différencie par son pommeau et son troussequin plus élevés. Cela lui confère une parenté avec la selle utilisée sur les dromadaires.
Le général français Eugène Daumas déclare dans son ouvrage Les Chevaux du Sahara (1851) que la selle arabe est plus performante que la selle européenne pour le combat monté, tout particulièrement au galop, et qu'elle fatigue moins le cheval. Il ajoute que les militaires français qui l'ont utilisée en Algérie ont souvent été déstabilisés, mettant une année ou deux à s'habiter à cette selle. Elle a été historiquement utilisée par les Spahis et les Sénégalais de la Garde rouge,.
Elle reste présente lors des fantasias (tbourida au Maroc) traditionnelles du Maghreb. 

## Fabrication

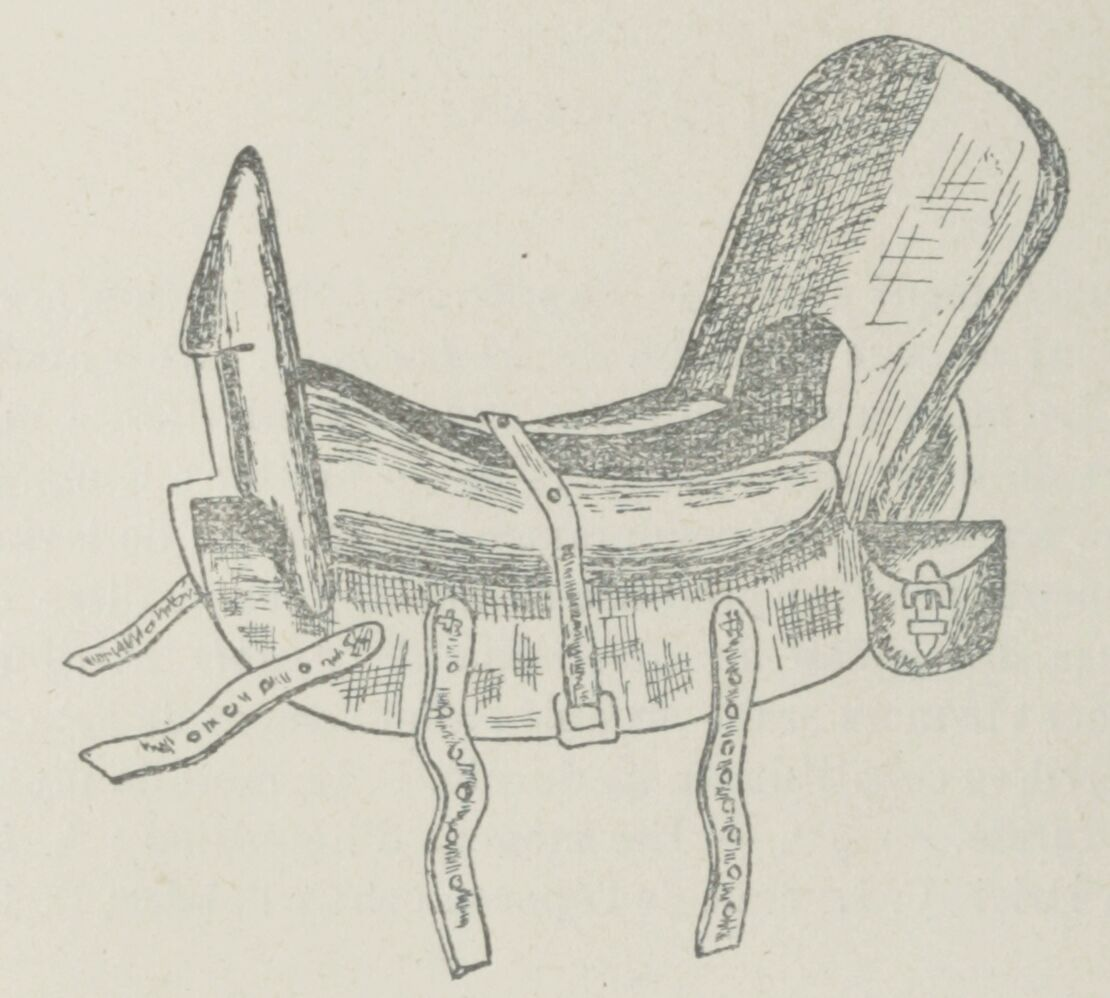
Selle arabe sans housse.

Historiquement, qu'elle soit d'usage civil ou militaire, la selle arabe est constituée de deux lames de bois reliées entre elles par le pommeau (kerbous) et le troussequin (guedda), généralement recouvertes d'un parchemin. Ces pièces sont reliées entre elles sans utiliser de clous ni de chevilles, généralement avec une peau de dromadaire.
Une housse en peau de chèvre (filali) ou en drap recouvre le tout. 
Elle est plus légère que sa grande taille ne le laisse paraître, car en dehors de ses étriers, aucun métal (tel que du fer) n'entre dans sa fabrication. Le siège de la selle arabe est vaste, mais très dur s'il n'est pas recouvert d'un coussin.

## Fonction sociale

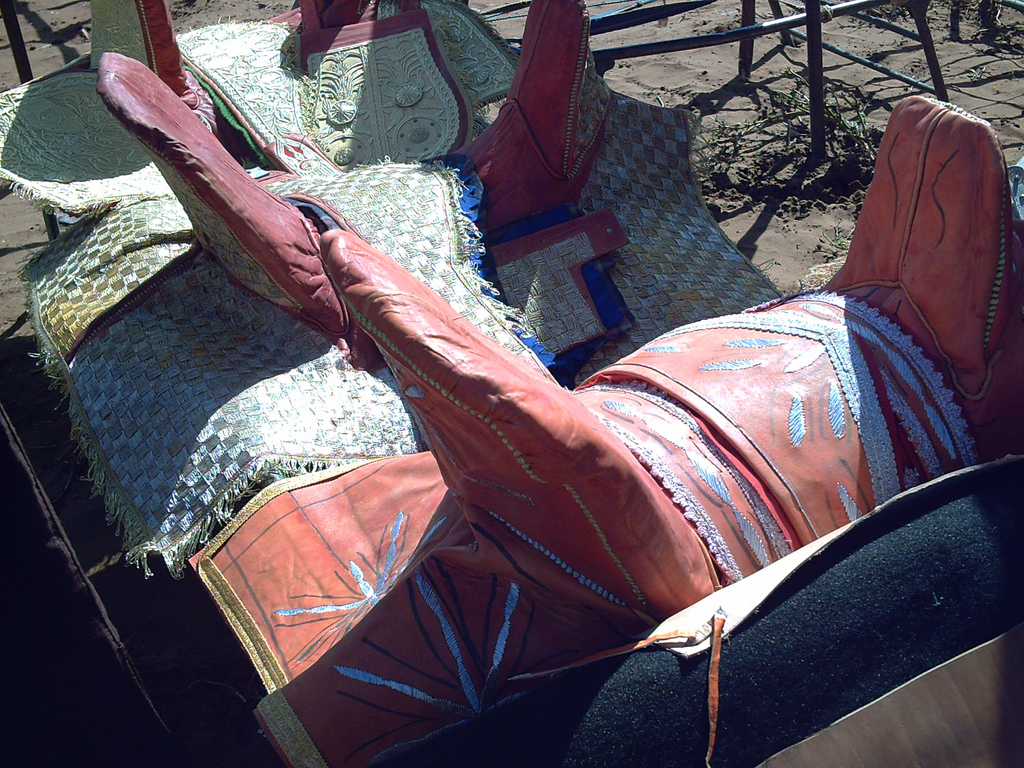
Selles arabes exposées pendant une fantasia à Mostaganem, en Algérie.

La selle arabe est aussi un objet d'apparat, reflétant la position sociale ; elle est souvent ornée de broderies en soie, en argent ou en or, selon le degré de fortune de son propriétaire.
Il est d'usage de la transmettre et d'en faire hériter de père en fils, ce qui peut occasionner des blessures de harnachement aux chevaux, si la conformation du porteur n'est pas adaptée à la selle de son prédécesseur.